# Омуа (Шер)
Омуа́ (фр. Osmoy) — коммуна во Франции, находится в регионе Центр. Департамент — Шер. Входит в состав кантона Божи. Округ коммуны — Бурж.
Код INSEE коммуны — 18174.
Коммуна расположена приблизительно в 200 км к югу от Парижа, в 105 км юго-восточнее Орлеана, в 10 км к востоку от Буржа.

## Население
Население коммуны на 2008 год составляло 174 человека.
| 1962 | 1968 | 1975 | 1982 | 1990 | 1999 | 2008 |
| ---- | ---- | ---- | ---- | ---- | ---- | ---- |
| 220  | 264  | 228  | 210  | 265  | 288  | 174  |

## Администрация
| Период | Период | Фамилия        | Партия       | Примечания |
| ------ | ------ | -------------- | ------------ | ---------- |
| 1971   | 1977   | Люсьен Леблан  | беспартийный | фермер     |
| 1977   | 1983   | Жан Клавье     | беспартийный | фермер     |
| 1983   | 1989   | Клод Лефевр    | беспартийный |            |
| 1989   | 1995   | Эме Жиродон    | беспартийный | фермер     |
| 1995   | 2008   | Жан-Пьер Амону | беспартийный |            |
| 2008   | 2014   | Бернар Жакемен | беспартийный |            |

## Экономика
В 2007 году среди 132 человек в трудоспособном возрасте (15-64 лет) 105 были экономически активными, 27 — неактивными (показатель активности — 79,5 %, в 1999 году было 47,1 %). Из 105 активных работали 100 человек (55 мужчин и 45 женщин), безработных было 5 (1 мужчина и 4 женщины). Среди 27 неактивных 8 человек были учениками или студентами, 14 — пенсионерами, 5 были неактивными по другим причинам.

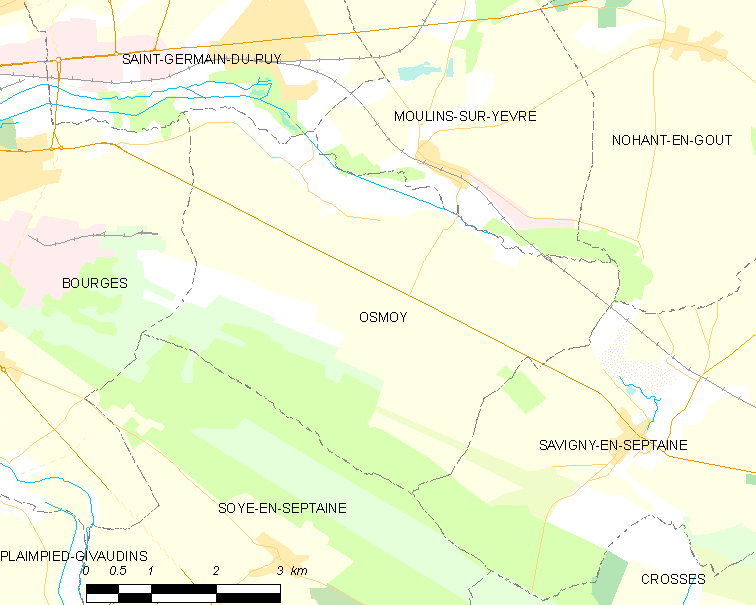
Карта коммуны